# Johann Deininger

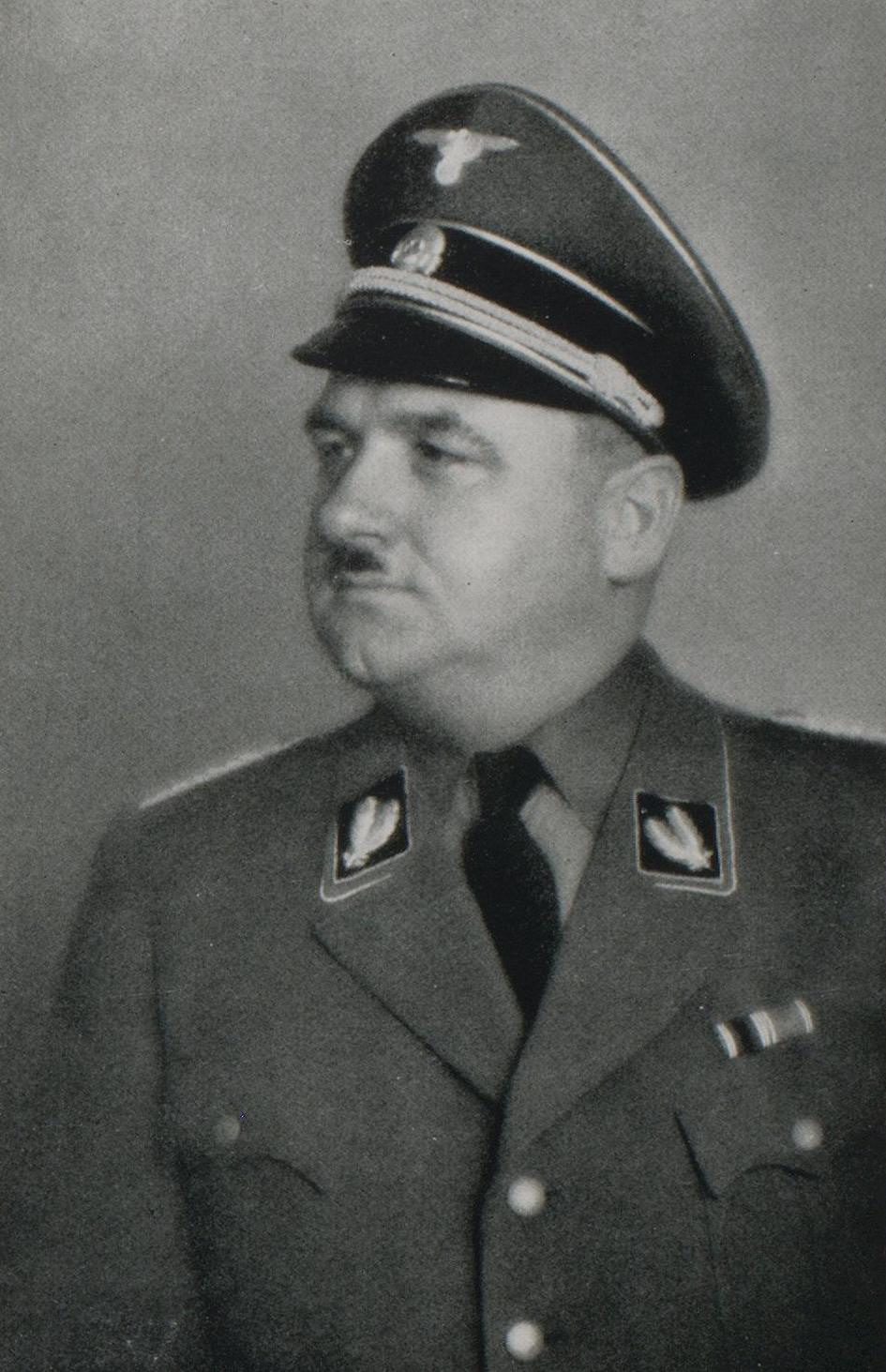
Johann Deininger, um 1944

Johann Deininger (* 9. April 1896 in Burtenbach; † 2. Juli 1973 ebenda) war ein deutscher Politiker (NSDAP/DNS/DP), landwirtschaftlicher Funktionär und SS-Brigadeführer.

## Leben
Nach dem Besuch der Volks- und Fortbildungsschule wurde Deininger von 1911 bis 1913 an der landwirtschaftlichen Winterschule in Augsburg ausgebildet und war danach auf dem elterlichen Hof tätig. Von 1915 bis 1918 nahm er mit dem II. Ersatz-Bataillon  des 4. Feldartillerie-Regiments am Ersten Weltkrieg teil. Nach Kriegsende kehrte er auf den elterlichen Hof zurück. Im Mai 1921 wurde Deininger zum 1. Bürgermeister der Marktgemeinde Burtenbach gewählt.
Deininger trat zunächst 1923 und nach dem Parteiverbot wieder zum 1. Juni 1929 der NSDAP bei (Mitgliedsnummer 135.961), deren Ortsgruppe er 1929 in seinem Heimatort begründete. Er übernahm in der Partei von 1929 bis 1938 Aufgaben als Landwirtschaftlicher Gaufachberater des Gaues Schwaben und 1932/33 zudem als landwirtschaftlicher Sonderbeauftragter. 1937 gehörte er dem politischen Stab des Bayerischen Ministeriums für Unterricht und Kultus an und wurde noch im selben Jahr Gauamtsleiter für Agrarpolitik im NSDAP-Gau Schwaben, welches Amt er bis 1943 innehatte.
Er gehörte 1932/33 der Bezirksbauernkammer in Günzburg an, stand ab April 1933 als Präsident der Kreisbauernkammer Schwaben vor, war von 1933 bis 1939 im Reichsbauernrat, gehörte von 1933 bis 1936 der Führergemeinschaft des deutschen Bauerntums an, war von 1933 bis März 1937 Landesobmann für die bäuerliche Selbstverwaltung im Reichsnährstand der Landesbauernschaft Bayern und dort anschließend bis 1943 Landesbauernführer. Zudem leitete er 1935 das Landesernährungsamt in Bayern, wurde im gleichen Jahr Beauftragter für Hopfenmarktregelung und leitete den Landesverband Bayern landwirtschaftlicher Genossenschaften.
Vom Juli bis November 1932 und von März 1933 bis Mai 1945 saß Deininger als Abgeordneter der NSDAP im Reichstag, in dem er den Wahlkreis 24 (Oberbayern-Schwaben) vertrat. Zudem gehörte er von 1933 bis 1937 dem Kreistag in Günzburg an.
Im Juni 1930 trat er der SA bei und wurde dort bis zum Sturmbannführer befördert. Im November 1934 wechselte er von der SA zur SS (SS-Nummer 254.594). Von diesem Zeitpunkt an wurde er als nebenamtlicher Führer dem SS-Rasse- und Siedlungshauptamt unterstellt. Im SS-Oberabschnitt Süd betätigte er sich von 1936 bis 1943 als Bauernreferent. Im November 1943 wurde er zum SS-Brigadeführer befördert, dem höchsten Rang, den er innerhalb dieser NS-Organisation erreichte.
Ab 1936 übernahm er auch den Aufsichtsratsvorsitz der BayWa und gehörte den Aufsichtsräten der Bayerischen Versicherungsbank AG in München und der Augsburger Lech Elektrizitätswerke AG an. Zudem stand er als Präsident der Bayerischen Zentraldarlehenskasse vor.
Nach dem Zweiten Weltkrieg befand sich Deininger bis April 1948 in alliierter Internierung, zuletzt in einem Haftkrankenhaus. Danach lebte Deininger weiterhin als Landwirt in seiner Heimatgemeinde. Er war auch weiterhin politisch tätig. Bei der Bundestagswahl 1953 kandidierte er für den Dachverband der Nationalen Sammlung (DNS) und vier Jahre später für die Deutsche Partei (DP) jeweils erfolglos im Bundestagswahlkreis Dillingen und auf der bayerischen Landesliste zum Bundestag.